# 戈戈舒鄉 (多爾日縣)
44°25′N 23°22′E / 44.417°N 23.367°E
戈戈舒鄉（羅馬尼亞語：Comuna Gogoșu, Dolj），是羅馬尼亞的鄉份，位於該國西南部，由多爾日縣負責管轄，面積34平方公里，海拔高度233米，2007年人口849，人口密度每平方公里25人。